# Енрикета д’Есте
Енрикета д’Есте (на италиански: Enrichetta d'Este; * 27 май 1702, Модена, Херцогство Модена и Реджо; † 30 януари 1777, Фиденца) от рода Есте е принцеса от Модена и Реджо и чрез бракове херцогиня на Парма и Пиаченца и ландграфиня на Хесен-Дармщат.

## Произход
Дъщеря е на Риналдо д’Есте (* 1655, † 1737), херцог на Модена и Реджо, и на съпругата му Шарлота Фелицита фон Брауншвайг-Люнебург (* 1671, † 1710). Нейни дядо и баба по бащина линия са Франческо I д’Есте, херцог на Модена и Реджо, и Лукреция Барберини, а по майчина – херцог Йохан Фридрих фон Брауншвайг-Каленберг и Бенедикта Хенриета фон дер Пфалц.  Има трима братя и три сестри:
- Бенедета Мария (* 1697, † 1777), неомъжена
- Франческо III (* 1698, † 1780), херцог на Модена и Реджо, съпруг на Шарлота Бурбон-Орлеанска, дъщеря на регента на Франция херцог Филип II Орлеански
- Амалия Джузепина (* 1699, † 1778), съпруга на маркиза на Вилньоф
- Джанфедерико (* 1700, † 1727), архипрезвитер в Бондено, полковник кирасир в императорската войска
- Клементе (* 1708)
- Сестра (*/† 1710).

## Биография
Енрикета се омъжва два пъти.
Първоначално сключва брак с 48-годишния Антонио Фарнезе, последния херцог на Парма и Пиаченца от рода Фарнезе. Бракът е отпразнуван пищно на 5 февруари 1728 г .; представител на младоженеца е престолонаследникът на Модена и Реджо Франческо III д’Есте. Енрикета влиза в Парма на 6 юли от Порта Сан Микеле между аплодиращи тълпи. Последвалите тържества са достойни за традициите на Фарнезе за разкош. Празненствата продължават с театрални представления до 1730 г.
Ден преди смъртта си на 20 януари 1731 г. херцог Антонио провъзгласява бременната утроба на съпругата си за свой универсален наследник. Държавата трябва да се управлява от регентство, състоящо се от вдовицата, епископа, първия държавен секретар, иконома и двама благородници от двора. Ако не се роди син, херцогството трябва да премине към децата на племенницата му Изабела Фарнезе, доведената дъщеря на полубрат му Одоардо II Фарнезе, която е съпруга на испанския крал Филип V от Бурбоните. Наследството на Енрикета ще й бъде дадено от ръцете на новия херцог.
На 22 януари граф Карло Стампа ди Сончино, пълномощен представител на Императора в Италия, окупира Парма с 20 пехотни и четири кавалерийски роти с цел запазване на наследството. И папа Климент XII отстоява правата си на висш суверенитет над херцогството. Германската окупация раздразва както папата, който би искал да продължи с духовни оръжия, но се ограничава до официален протест, така и Изабела Фарнезе, която я вижда като заплаха за наследството на децата си и би искала да продължи с де факто мерки. На 22 юли, благодарение на Договора от Севиля, 6000 испански войници влизат в Тоскана и Парма. Силите отново са балансирани, отново в ущърб на Светия престол. Има месеци на тревожно чакане, в което всяка от участващите страни се възползва от различна алтернатива. Херцогинята, несигурна за състоянието си, е подложена на непрекъснати гинекологични прегледи, докато на 31 май, по настояване на Изабела, не е подложена на тържествена инспекция на тялото. Присъстват дон Бернардо Еспелета, Исидро Касадо де Асеведо и Росалес, маркиз на Монтелеон и Нери Лапи от Испания, членове на Регентския съвет, трима лекари и Доротея София фон дер Пфалц. Четири акушерки влизат в стаята на херцогинята и излизат, удостоверявайки, че е бременна в седмия месец. Незабавно е съставен публичен акт и изпратен до всички европейски дворове. Изабела обаче не е убедена и след нова телесна проверка, извършена на 14 септември, е обявено, че бременността не е налице. Така надеждата за продължаване на мъжката линия на рода Фарнезе угасва.
Енрикета, която не може да се върне в Модена поради отказа на баща си, се оттегля във вилата в Колорно, ескортирана от швейцарската гвардия, ирландската гвардия и отряд императорска кавалерия, предложен от граф Стампа. Въпреки това през декември тя се връща в Херцогския дворец в Парма и там е принудена от Изабела да върне семейните бижута, които пази. На 29 декември 1731 г. Регентският съвет поверява своя мандат в ръцете на Доротея София фон дер Пфалц – регентка от името на Карлос III от Испания.
По-късно Енрикета живее в Пиаченца, Борго Сан Донино и Кортемаджоре. 
На 23 март 1740 г. се омъжва за втори път в Пиаченца за ландграфа Леополд фон Хесен-Дармщат, син на ландграф Филип фон Хесен-Дармщат, гувернатор на Мантуа. Бракът и този път е бездетен. Тя отново овфовява на 27 октомври 1764 г.
Херцогинята, с разрешението на херцозите от династията Бурбон-Парма Фердинанд I и Мария Амалия, може да посещава често херцогския двор. Тя е в добри отношения и с двамата херцози и това се доказва от писмата, които херцогиня Мария Амалия й пише. Умира на 30 януари 1777 г. на 74 г., оставяйки владетелите на Парма като наследници, на които оставя мебели и скъпоценности. Погребана е в Манастира на капуцините във Фиденца.

## Брак и потомство
Омъжва се два пъти:
∞ 1. 5 февруари 1728 за Антонио Фарнезе (* 29 ноември 1679, Парма, † 20 януари 1731, пак там), последния херцог на Парма и Пиаченца, от когото няма деца
∞ 2. 23 март 1740 в Пиаченца за ландграф Леополд фон Хесен-Дармщат (* 11 април 1708 в Мантуа; † 27 октомври 1764 във Борго Сан Донино), син на ландграф Филип фон Хесен-Дармщат, губернатор на Мантуа, от когото няма деца